# Bashar Bani Yaseen
Bashar Moh'd Amin Mustafa Bani Yaseen (Irbid, 1º giugno 1977) è un ex calciatore giordano, di ruolo difensore.

## Carriera

### Club
Nel 2005, dopo aver giocato in patria con l'Al-Hussein, si è trasferito in Bahrein, all'Al-Muharraq. Nel gennaio 2007 è tornato in patria, all'Al-Jazira di Amman. Nel gennaio 2009 è stato acquistato dall'Al Hazm, squadra dell'Arabia Saudita. Nel 2010 è tornato all'Al-Jazira di Amman. Nel 2011 è passato all'Al-Wehdat. Nel 2013 è stato acquistato dall'Al-Arabi. Nel gennaio 2014 si è trasferito in Oman, al Sur, con cui ha concluso la propria carriera.

### Nazionale
Ha debuttato in Nazionale nel 1999. Ha messo a segno la sua prima rete con la maglia della Nazionale il 21 gennaio 2011, in Uzbekistan-Giordania (2-1), in cui ha siglato la rete del definitivo 2-1, su assist di Amer Khalil Deeb. Ha partecipato, con la Nazionale, alla Coppa d'Asia 2004 e alla Coppa d'Asia 2011. Ha collezionato in totale, con la maglia della Nazionale, 90 presenze e due reti.